# 에마 도너휴
에마 도너휴(영어: Emma Donoghue, 1969년 10월 24일 ~ )는 아일랜드와 캐나다의 소설가이다. 2010년 소설 《룸》이 맨 부커상을 수상하면서 전 세계적인 베스트셀러가 되었다. 《룸》은 2015년 동명의 영화로 제작되었으며, 도너휴는 이 영화의 각본을 직접 써서 2015년 아카데미상 각색상 후보에 올랐다.